# Emberiza tahapisi
Escrevedeira-acanelada ou escrevedeira-das-pedras (Emberiza tahapisi) é uma espécie de ave da família Emberizidae.
Pode ser encontrada nos seguintes países: Angola, Benin, Botswana, Burkina Faso, Burundi, Camarões, República Centro-Africana, Chade, República do Congo, República Democrática do Congo, Costa do Marfim, Djibouti, Egipto, Eritrea, Etiópia, Gabão, Gâmbia, Gana, Guiné, Quénia, Lesoto, Libéria, Malawi, Mali, Mauritânia, Moçambique, Namíbia, Níger, Nigéria, Omã, Ruanda, Senegal, Serra Leoa, Somália, África do Sul, Sudão, Essuatíni, Tanzânia, Togo, Uganda, Iémen, Zâmbia e Zimbabwe.
Os seus habitats naturais são: savanas áridas, matagal árido tropical ou subtropical e campos de gramíneas subtropicais ou tropicais secos de baixa altitude.